# Hensies
Hensies (wa. Inzî, pcd. Hinzi) – miejscowość i gmina w południowej Belgii, w Regionie Walońskim, w prowincji Hainaut, w okręgu Mons. 1 stycznia 2024 r. liczyła 6816 mieszkańców. Leży przy granicy z Francją.

## Podział administracyjny
W skład gminy wchodzą trzy dzielnice (section):
- Hainin
- Montrœul-sur-Haine
- Thulin